# Durny
Durny – ósmy album zespołu Koniec Świata, wydany w 2021 roku.

## Lista utworów
Źródło:.
1. „Glasgow”
2. „Divadlo”
3. „Kiedy ciała mi nie starczy”
4. „Miasto neonowych bomb”
5. „Autobus”
6. „Durny”
7. „Wojna lato jesień”
8. „Nie pamiętaj mnie”
9. „Sukienka panny Montgomery”
10. „Herbata z kokainą”

## Twórcy
Źródło:.
- Jacek Stęszewski – śpiew, gitara,
- Jacek Czepułkowski – gitara, chórek
- Szymon Cirbus – trąbka, klawisz, chórek
- Wojtek Filipek – bas, chórek
- Michał Leks – perkusja

Gościnnie na płycie
- Janusz Binkowski – klawisze